# The Fat Duck
The Fat Duck er en gourmetrestaurant i Bray i Berkshire, England. Den drives af indehaveren Heston Blumenthal, der også er køkkenchef. Den er indrettet i en bygning fra 1500-tallet, der tidligere har været Bell pub.
Restauranten er kendt for sin 14-retters smagemenu, der inkluderer retter som røræg og bacon-is fremstillet med flydende nitrogen, en Alice i Eventyrland-inspireret forloren skildpaddesuppe med bouillon-pakke, der ligner et lommeur, som bliver opløst i te, og en ret kaldet Sound of the Sea, som inkluderer et lydelement. Restauranten har et laboratorium tilknyttet, hvor Blumenthal og hans hold udvikler nye koncepter.

## Historie
Restauranten åbnede 16. august 1995 og serverede oprindeligt mad i stil med en fransk bistro, men fik hurtigt et ry for præcision og innovation, og den har været på forkant med mange moderne kulinariske nyskabelser som madparring, smags-indkapsling og multi-sensor madlavning.
Mængden af personale i køkkenet er steget fra de oprindelige fire ved åbningen til 42, hvilket resulterer i et forhold på 1:1 i forholdet mellem gæster og kokke. Restauranten modtog sin første michelinstjerne i 1999, den anden i 2002 og den tredje i 2004, hvilket gjorde The Fat Duck til den restaurant i Storbritannien, som hurtigst har opnået tre stjerner. I 2016 mistede den sin tredje stjerne grundet en renovering, der havde gjort det umuligt at vurdere den. Restauranten genvandt sin tredje stjerne i Michelinguiden året efter. I 2004 blev den rangeret som verdens næstbedste restaurant i tidsskriftet Restaurant, og året efter som verdens bedste. I 2006-2009 var den igen rangeret som verdens næstbedste restaurant og i 2010 fik den en tredjeplads.

## Sag om madforgiftning
I 2009 oplevede The Fat Duck det største norovirus-udbrud, der nogensinde er registreret på en restaurant, og hvor over 400 gæster blev syge.